# Elisabeth Järnefelt

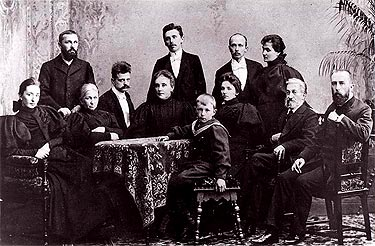
Familie Järnefelt; Elisabeth zittend tweede van links

Elisabeth Järnefelt (Sint Petersburg, 11 januari 1839 - Helsinki, 3 februari 1929) staat in Finland bekend als “Moeder van de Finse kunst en cultuur”.
Elisabeth Clodt van Jürgensburg werd geboren binnen het gezin van generaal en amateurgraveur Konstantin Clodt en Catharina Vigné, De familie maakt deel uit van de adellijke familie Clodt von Jürgensburg. Ze was een nicht van de beeldhouwer Peter Clodt von Jürgensburg en zuster van Michail Clodt von Jürgensburg. Ze huwde op 22 december 1857 te Sint Petersburg met generaal en consul August Aleksander Järnefelt. Het gezin vestigde zich vanuit Sint Petersburg in het Finse stadje Kuopio op het platteland. Beide ouders kenden daarbij de Finse taal nog niet. Hij was opgegroeid met de Zweedse taal, zij met de Russische. Uit het huwelijk werden negen kinderen geboren, waarvan een aantal vooraanstaande functies in de Finse en ook Zweedse cultuur kregen:
- Kasper Järnefelt, vertaler, kunstschilder en schrijver
- Arvid Järnefelt, rechter en schrijver
- Eero Järnefelt, kunstschilder
- Ellida Järnefelt (1865-1885)
- Ellen Järnefelt (1867-1901)
- Armas Järnefelt, dirigent, pianist en componist
- Aino Järnefelt, de latere mevrouw Sibelius
- Hilja (1873-1879) en
- Sigrid.(1875-1876)

Het gezin was bevriend met de schrijver Juhani Aho. Voorts gaf ze enige tijd onderdak aan Heikki Kauppinen en Minna Canth.
Onder de invloed van Elisabeth Järnefelt kwam het Tolstojanisme in Finland van de grond. Aanhangers daarvan probeerden te leven volgens de standaard van Leo Tolstoj. De mens moest dicht bij zichzelf blijven. 